# Vivekananda Setu

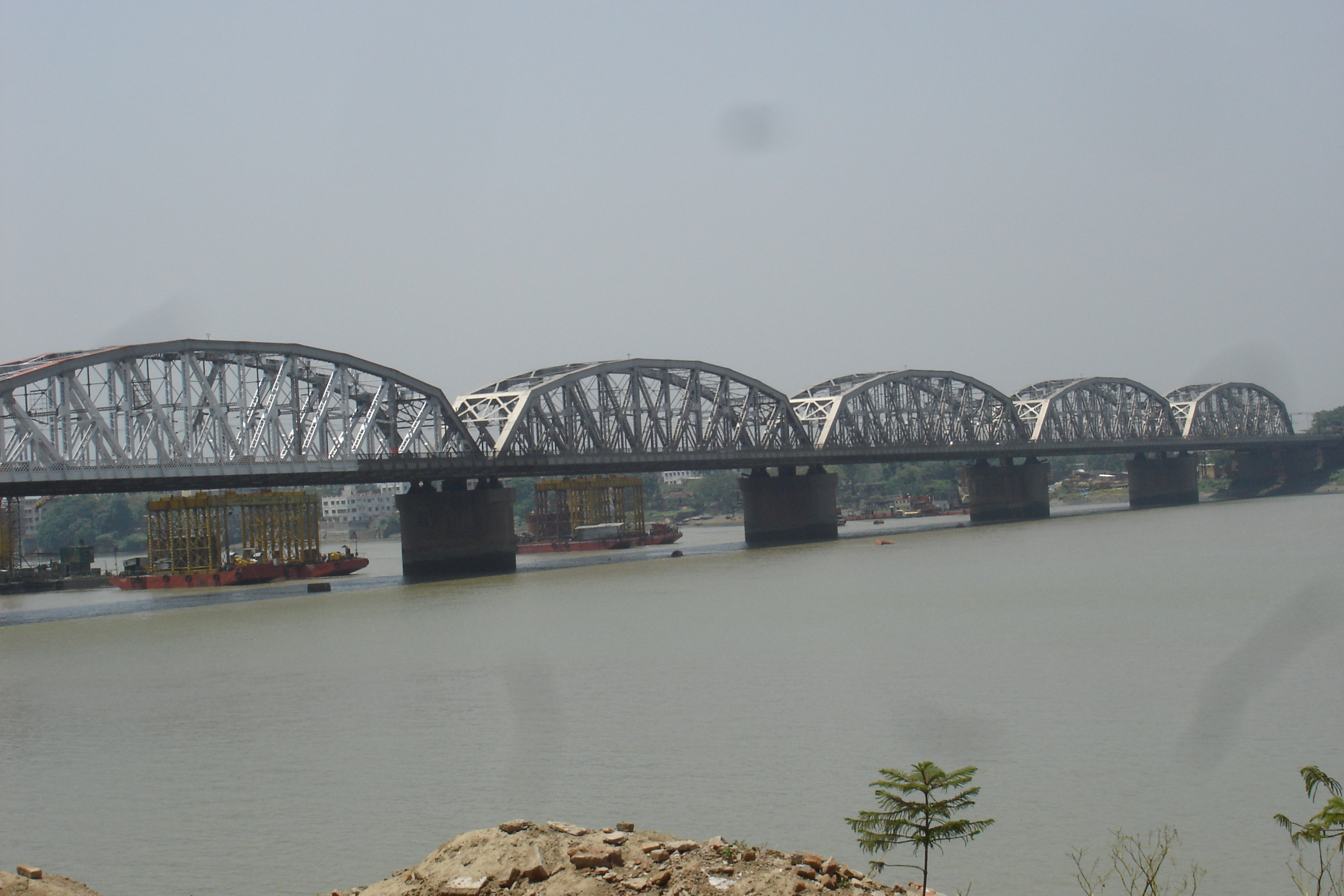
Die Brücke im Jahr 2006

Vivekananda Setu (bengalisch: বিবেকানন্দ সেতু, Bibekānanda setu; deutsch: Vivekananda-Brücke; im Englischen auch Willingdon Bridge oder Bally Bridge) ist eine Brücke über den Fluss Hugli, einen Mündungsarm des Ganges, im indischen Bundesstaat Westbengalen. Sie wurde 1932 fertiggestellt und verbindet Haora bei Bali (Bally) mit Kolkata bei Dakshineshwar.
Die Brücke, die nach Vivekananda benannt wurde, ist eine kombinierte Eisenbahn-Straßen-Brücke. Sie besteht aus sieben Stahlsegmenten. Eine Eisenbahnlinie zwischen Kolkata (Sealdah Station) und Delhi sowie die Straßenverbindung der Grand Trunk Road (National Highway 2) führ(t)en über sie. Wegen ihrer Baufälligkeit und unzureichenden Durchlassfähigkeit wurde nur 50 Meter südlich von ihr eine neue, Nivedita Setu genannte Straßenbrücke als Teil des National Highways Development Project gebaut. Es ist die erste Extradosed-Brücke Indiens.
Direkt neben der Brücke befindet sich die Tempelanlage von Dakshineshwar.